# Francisco del Rosal Rico
Francisco del Rosal y Rico (Montefrío (Granada) España, 1883-Managua, Nicaragua, 1945) fue un general español, hijo del famoso General de Infantería D. Antonio del Rosal Vázquez de Mondragón y de Dª Dolores Rico y Fuensalida. Tomó parte en las guerras de Marruecos en las "Mehalas" y, en 1936, luchó en el bando republicano. 
Fue hermano y enemigo del general Antonio del Rosal Rico que sirvió al Ejército Nacional y poseía el título del Marquesado de Sales.
Se casó en la iglesia mayor de Loja (Granada) con doña Dolores López de Vinuesa y López de Priego el 24 de junio de 1906 como demuestra el (Libro 20.º, fol. 125 del R.C.) y, como dato anecdóticos, la novia aprovechando el paso por Loja del Rey don Alfonso XIII, pidió permiso a S.M. para que el novio, siendo Teniente, se pudiese casar, lo que se le concedió. De este matrimonio nacieron: Dolores, Encarnación, Concepción, Antonio y las gemelas Mª África y Margarita del Rosal López de Vinuesa. En 1925 es destinado al servicio del protectorado de África como comandante de infantería a la zona de Larache y participó en la guerra de Marruecos. 

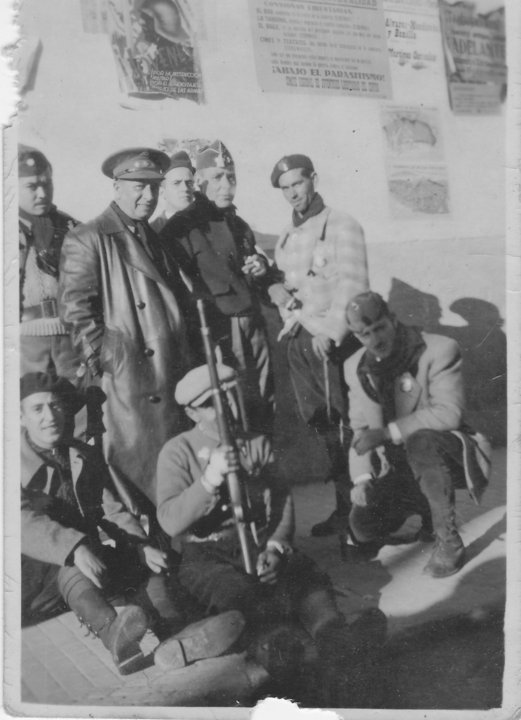
Francisco del Rosal Rico

Recibió una cruz de María Cristina, de primera clase, con distintivo blanco por su obra "Estudio geográfico militar de las provincias de León y Zamora" y una mención honorífica por su obra "La infantería en combate y sus medios de acción". También se le autorizó a usar la placa distintivo de la Academia Hispano-Americana de Ciencias y Artes de Cádiz, al asistir a las actividades de dicha sociedad. Así como varias medallas al mérito militar y de la orden de María Cristina, con distintivo rojo. También obtuvo la cruz de la orden de San Hermenegildo.
Conspiró contra Primo de Rivera y contra la influencia de la derechista Unión Militar Española. Al estallar la Guerra civil española en 1936, se integró en el ejército de la República. Ascendió a general y estuvo al mando de una columna miliciana de la CNT, llamada "Columna del Rosal" que dio origen al IV Cuerpo. A pesar de ser uno de los mejores militares sufrió un gran descalabro en el Ejército del Centro que le condujo al ostracismo. Se le postergó en el mando en puestos de combate y a finales de 1938 fue nombrado gobernador militar de Tarragona. Durante la contienda murió su hijo, Antonio del Rosal, teniente de Complemento en 1936, fusilado por los republicanos en Valencia el 29 de octubre de 1937. Su hija Concepción del Rosal estuvo junto a su marido Antonio Amaya sufriendo torturas en una checa de Madrid, él fue fusilado por los republicanos.
El 7 de noviembre de 1937 se casó con doña Consuelo García Sánchez, según consta en el folio 169, número 345 del tomo 47 de Matrimonios, sección segunda del R.C. de Castellón. De este matrimonio nacieron Francisco, Antonio y Consuelo del Rosal García.
Después de la guerra civil se exilió a Francia, pero al sobrevenir la Segunda Guerra Mundial se embarcó a Puerto Rico, posteriormente se dirigió a México y finalmente se estableció en Nicaragua. Murió en 1945 exiliado en la República de Nicaragua.